# ジ・アイリー・ヴィンヤーズ
ジ・アイリー・ヴィンヤーズ（英: The Eyrie Vineyards）は、アメリカ合衆国オレゴン州のウィラメット渓谷に計49エーカー（20ヘクタール）の葡萄園を構えるワイナリーである。設立者にして初代オーナーは、アメリカ合衆国で初めてピノ・グリの栽培を行ったデヴィッド・レットである。レットは、カリフォルニア大学デービス校で葡萄栽培を研究する諸教授の忠告を無視し、妻ダイアナと共にオレゴン州に移住し、1965年にピノ・ノワールの栽培を開始した。1966年にジ・アイリー・ヴィンヤーズを設立し、1970年が同ワイナリーで最初のヴィンテージとなった。
1979年に開催されたワインオリンピックで、1975年産「アイリー・ヴィンヤーズ・リザーブ・ピノ・ノワール」はブラインド・テイスティングのピノ・ノワール部門で第10位の成績を収めた。
ブルゴーニュのワイン醸造家であったロベール・ドルーアンは、フランスのメゾン・ジョセフ・ドルーアンにて再試合を手配した。そして、1975年産「アイリー・ヴィンヤーズ・リザーブ」は、ロベール・ドルーアンが所有する1959年産「シャンボール＝ミュジニィ」に0.2点差で軍配を譲った。ドルーアンはその後オレゴン州に土地を購入し、同地にドメーヌ・ドルーアン・オレゴンを設立した。
現地で「パパ・ピノ」の異名で知られたデヴィッド・レットは、色がピノ・ノワールにおける質の指標にはならないと信じ、強い香りとタンニン、色を抽出するという当時の流行を追わない丁寧なピノ・ノワールを維持した。そのため、一部のワイン評論家から不評を買うことになった。デヴィッド・レットは2008年10月9日に心不全のため歿した。後任はデヴィッドの息子ジェイソン・レットが引き継いだ。ジェイソン・レットはかつて、独自のラベル「ブラック・キャップ」・ピノ・ノワールで知られた。
ジ・アイリー・ヴィンヤーズの葡萄園は、ウィラメット・ヴァレーAVA（アメリカ葡萄栽培地域）の下位AVAであるダンディー・ヒルズAVAに所在する。ワイナリーそのものはマクミンビルにある。マクミンビルでは年に一度（7月の最後の週末）、国際ピノ・ノワール祭がリンフィールド・カレッジのキャンパス内で開催されている。